# Tour de France 1949
Il Tour de France 1949, trentaseiesima edizione della Grande Boucle, si svolse in ventuno tappe tra il 30 giugno e il 24 luglio 1949 su un percorso di complessivi 4 808 km. 
Fu vinto per la prima volta dal passista-cronoman e scalatore italiano Fausto Coppi (il trionfo coincise pure con il suo primo podio nella Grand Boucle). 
Il Campionissimo di Castellania diventò il primo corridore della storia a realizzare l'accoppiata vincente Giro d'Italia-Tour de France nello stesso anno solare (impresa che, poi, ripeterà nel 1952).
Il piemontese concluse le proprie fatiche sulle strade di Francia con il tempo di 149h40'49", ad una velocità media di 32,121 km/h.
Al secondo posto della classifica generale si piazzò, staccato di 10'55" dal vincitore, lo scalatore italiano Gino Bartali (al suo terzo ed ultimo podio al Tour, dopo i due trionfi nelle edizioni del 1938 e del 1948). 
Lo scalatore francese Jacques Marinelli (al primo ed unico podio in carriera al Tour) si classificò al terzo posto della classifica generale, distanziato di oltre 25' dal vincitore. 
Il terzo uomo di punta della squadra italiana, il passista-discesista Fiorenzo Magni, concluse sesto a oltre 42' da Coppi. 
Coppi fu anche il corridore che si aggiudicò il maggior numero di tappe, tre.

## Tappe
| Tappa  | Data      | Percorso                                              | km    | Vincitore di tappa  | Leader cl. generale |
| ------ | --------- | ----------------------------------------------------- | ----- | ------------------- | ------------------- |
| 1ª     | 30 giugno | Parigi > Reims                                        | 182   | Marcel Dussault     | Marcel Dussault     |
| 2ª     | 1º luglio | Reims > Bruxelles (BEL)                               | 273   | Roger Lambrecht     | Roger Lambrecht     |
| 3ª     | 2 luglio  | Bruxelles (BEL) > Boulogne-sur-Mer                    | 211   | Norbert Callens     | Norbert Callens     |
| 4ª     | 3 luglio  | Boulogne-sur-Mer > Rouen                              | 185   | Lucien Teisseire    | Jacques Marinelli   |
| 5ª     | 4 luglio  | Rouen > Saint-Malo                                    | 293   | Ferdi Kübler        | Jacques Marinelli   |
| 6ª     | 5 luglio  | Saint-Malo > Les Sables d'Olonne                      | 305   | Adolphe Deledda     | Jacques Marinelli   |
|        | 6 luglio  | giorno di riposo                                      |       |                     |                     |
| 7ª     | 7 luglio  | Les Sables d'Olonne > La Rochelle (Cron. individuale) | 92    | Fausto Coppi        | Jacques Marinelli   |
| 8ª     | 8 luglio  | La Rochelle > Bordeaux                                | 262   | Guy Lapébie         | Jacques Marinelli   |
| 9ª     | 9 luglio  | Bordeaux > San Sebastián (ESP)                        | 228   | Louis Caput         | Jacques Marinelli   |
| 10ª    | 10 luglio | San Sebastián (ESP) > Pau                             | 192   | Fiorenzo Magni      | Fiorenzo Magni      |
|        | 11 luglio | giorno di riposo                                      |       |                     |                     |
| 11ª    | 12 luglio | Pau > Luchon                                          | 193   | Jean Robic          | Fiorenzo Magni      |
| 12ª    | 13 luglio | Luchon > Tolosa                                       | 134   | Rik Van Steenbergen | Fiorenzo Magni      |
| 13ª    | 14 luglio | Tolosa > Nîmes                                        | 289   | Émile Idée          | Fiorenzo Magni      |
| 14ª    | 15 luglio | Nîmes > Marsiglia                                     | 199   | Jean Goldschmit     | Fiorenzo Magni      |
| 15ª    | 16 luglio | Marsiglia > Cannes                                    | 215   | Désiré Keteleer     | Fiorenzo Magni      |
|        | 17 luglio | giorno di riposo                                      |       |                     |                     |
| 16ª    | 18 luglio | Cannes > Briançon                                     | 275   | Gino Bartali        | Gino Bartali        |
| 17ª    | 19 luglio | Briançon > Aosta (ITA)                                | 257   | Fausto Coppi        | Fausto Coppi        |
|        | 20 luglio | giorno di riposo                                      |       |                     |                     |
| 18ª    | 21 luglio | Aosta (ITA) > Losanna (CHE)                           | 265   | Vincenzo Rossello   | Fausto Coppi        |
| 19ª    | 22 luglio | Losanna (CHE) > Colmar                                | 283   | Raphaël Géminiani   | Fausto Coppi        |
| 20ª    | 23 luglio | Colmar > Nancy (Cron. individuale)                    | 137   | Fausto Coppi        | Fausto Coppi        |
| 21ª    | 24 luglio | Nancy > Parigi                                        | 340   | Rik Van Steenbergen | Fausto Coppi        |
| Totale | Totale    | Totale                                                | 4 808 |                     |                     |

## Squadre e corridori partecipanti
Al Tour 1949 parteciparono 120 corridori. Nella tradizionale formula delle squadre nazionali e regionali fu introdotta un'innovazione, con squadre ampie di 12 partecipanti e squadre più contenute di 6 partecipanti, per consentire anche a nazioni meno ricche di professionisti di poter prendere parte alla Grande Boucle. Così le squadre furono 13 in tutto: 7 di 12 partecipanti (le nazionali francese, italiana e belga, e le quattro squadre regionali francesi) e 6 di 6 partecipanti (le nazionali cadette italiana e belga, più le nazionali olandesi, svizzera, lussemburghese e spagnola). Alla prova presero parte 54 concorrenti francesi, 22 italiani, 18 belgi, 6 svizzeri, 6 lussemburghesi, 6 olandesi, 6 spagnoli, 1 polacco (Édouard Klabinski), 1 marocchino (Custodio Dos Reis, di origine portoghese). È da notare che 4 concorrenti italiani residenti in Francia furono inseriti nelle squadre regionali francesi.
| N.    | Cod. | Squadra     |
| ----- | ---- | ----------- |
| 1-12  | ITA  | Italia      |
| 13-24 | BEL  | Belgio      |
| 25-36 | FRA  | Francia     |
| 37-42 | CHE  | Svizzera    |
| 43-48 | LUX  | Lussemburgo |
| 49-54 | NLD  | Paesi Bassi |
| 55-60 | ESP  | Spagna      |

| N.      | Cod. | Squadra          |
| ------- | ---- | ---------------- |
| 61-66   | CAD  | Cadetti italiani |
| 67-72   | AIG  | Aiglons Belges   |
| 73-84   | IDF  | Île-de-France    |
| 85-96   | NOF  | Nord Ovest       |
| 97-108  | CSO  | Centro Sud-Ovest |
| 109-120 | SES  | Sud Est          |

## Resoconto degli eventi
La corsa fu caratterizzata dal dominio degli italiani Fausto Coppi, Gino Bartali e Fiorenzo Magni. La sfida vide prevalere Coppi, vincente nelle due cronometro e nella diciassettesima tappa con arrivo ad Aosta.
Per la prima volta il Tour sconfinò in quattro paesi, tra cui, per la prima volta, la Spagna. 
Dopo le prime quattro tappe, Coppi e Bartali avevano 17 minuti di ritardo dal giovane e sorprendente leader Jacques Marinelli (aveva allora 23 anni), che approfittò di tre fughe di piccoli gruppi, arrivando due volte secondo e indossando appunto la maglia gialla al traguardo della quarta tappa. Nella quinta tappa Coppi cadde e solo grazie a Bartali risalì in sella e terminò la frazione raggiungendo il gruppo nel finale e arrivando a 18'43" dal vincitore Ferdi Kübler. Bartali invece arrivò a 5'30" e nella generale era nono a 23 minuti da Marinelli. Coppi dopo questa tappa perse 13 minuti da Bartali e finì lontano in classifica. Tuttavia, nella settima tappa, una cronometro di 92 km, sconfisse tutti nettamente e solo Kübler gli tenne testa arrivando a 1'32". Bartali fu sesto perdendo solo 4'31". A questo punto Bartali era a 20 minuti da Marinelli, mentre Coppi era a 28. 
Nella decima tappa, da San Sebastián a Pau, Magni vinse infliggendo 20 minuti al gruppo e conquistando la maglia gialla. Nella tappa successiva, la Pau-Luchon, Bartali cadde e Coppi lo attaccò andando in fuga, ma fu rimontato da Jean Robic e Apo Lazaridès.
Coppi arrivò a 57 secondi dai due francesi ma recuperò 3'40" a Bartali e più di 15 minuti a Magni. In classifica ora Bartali era ottavo a 13'04" da Magni, mentre Coppi era nono a 14'46". Magni mantenne la maglia gialla fino alle tappe alpine ma, nella Cannes-Briançon, Bartali andò in fuga cercando di staccare Coppi. Al rifornimento non trovò nessuno e sull'Izoard andò in crisi di fame. Coppi lo raggiunse ma fu battuto in volata da un Bartali adirato per l'accaduto. Il toscano si prese la maglia gialla con 1'22" su Coppi, 1'24" su Marinelli ed 1'28" su Magni. Coppi avrebbe potuto aspettare la lunga cronometro per prendersi la maglia gialla, ma già nella Briançon-Aosta staccò di 4'55" Bartali e andò a vestire il simbolo del primato. Nella cronometro batté tutti i rivali staccando di 11' Marinelli, di 12' Magni e di 13' Robic. L'unico che non si arrese fu Bartali, che arrivò secondo a 7'02". Coppi così vinse un Tour dominato dagli italiani. Il "regionale" francese Marinelli fu premiato per il suo ottimo Tour con la salita sul podio, al terzo posto. Dei 120 partenti, 55 giunsero a Parigi; l'unica formazione che riuscì ad arrivare completa a Parigi fu quella italiana.

## Classifiche finali

### Classifica generale - Maglia gialla
| Pos. | Corridore         | Squadra        | Tempo      |
| ---- | ----------------- | -------------- | ---------- |
| 1    | Fausto Coppi      | Italia         | 149h40'49" |
| 2    | Gino Bartali      | Italia         | a 10'55"   |
| 3    | Jacques Marinelli | Île-de-France  | a 25'13"   |
| 4    | Jean Robic        | Nord Ovest     | a 34'28"   |
| 5    | Marcel Dupont     | Aiglons Belges | a 38'59"   |
| 6    | Fiorenzo Magni    | Italia         | a 42'10"   |
| 7    | Stan Ockers       | Belgio         | a 44'35"   |
| 8    | Jean Goldschmit   | Lussemburgo    | a 47'24"   |
| 9    | Apo Lazaridès     | Francia        | a 52'28"   |
| 10   | Pierre Cogan      | Nord Ovest     | a 1h08'55" |

### Classifica scalatori
| Pos. | Corridore    | Squadra    | Punti |
| ---- | ------------ | ---------- | ----- |
| 1    | Fausto Coppi | Italia     | 81    |
| 2    | Gino Bartali | Italia     | 68    |
| 3    | Jean Robic   | Nord Ovest | 63    |